# Большой Наволок
Большой Наволок — деревня в Холмогорском районе Архангельской области.

## География
Находится в центральной части Архангельской области на расстоянии приблизительно 6 км на север по прямой от административного центра района села Холмогоры на западном берегу острова Ухтостров в нижнем течении реки Северная Двина.

## История
Деревня известна с 1678 года, когда здесь (тогда деревня Наволоцкая) было учтено 10 жителей мужского пола. В 1939 году деревня учитывалась как Большой Наволок (Александровская 2-я). До 2022 года входила в Ухтостровское сельское поселение до его упразднения.

## Население
Численность населения: 11 человек (русские 100 %) в 2002 году, 6 в 2010.